# かしわコミュニティバス
かしわコミュニティバスは、千葉県柏市で運行されているコミュニティバスである。愛称はワニバース。
本稿では、以下の過去に運行されていた路線、およびその廃止代替交通となるオンデマンド交通システムについても包括して記載する。
- 「かしわコミュニティバス（旧）」：かつて、旧沼南町地域で運行されていた路線。
- 「予約制相乗りタクシー カシワニクル」：上記「かしわコミュニティバス」の代替として、旧沼南町地域で利用可能な予約型相乗りタクシー。
- 「かしわコミュニティバス（逆井・南増尾・沼南コース）」（旧：「かしわ乗合ジャンボタクシー」）：市南部を中心に運行されている乗合タクシー路線。
- 「かしわコミュニティバス（市役所ルート）」：2023年11月20日に運行開始した、柏駅東口と市役所などを結ぶコミュニティバス[1]。

## 概要
上記4つについて、それぞれ記載する。

### かしわコミュニティバス（旧）
2007年11月23日から2013年3月31日まで運行していたコミュニティバスである。東武バスイースト沼南営業所（当時）が運行を受託していた。
通常の形態のコミュニティバス（路線バス）である。東武バスイーストの路線廃止に伴い、旧沼南町地域で運行されていた（詳細は#沿革を参照）。車両は東武バスイーストの小型バス車両（日野・リエッセ）を使用していた（詳細は#車両を参照）。

### 予約制相乗りタクシー カシワニクル
カシワニクルは、東京大学が開発したオンデマンド交通システム「コンビニクル」のシステムを採用した予約制乗合タクシーである。上記かしわコミュニティバスの廃止に伴い、旧沼南町地域で運行開始された。
専用車はセダンタイプのタクシー車両を使用し、「カシワニクル」の文字と予約センターの電話番号、柏市のキャラクター「カシワニ」のイラストが描かれたパートラッピングが施されている。また専用車には「区域乗合」と記載されている。
東京大学が開発したシステム「コンビニクル」は、GPSを活用したクラウドコンピューティングにより予約から配車までを完全自動化し、かつ従来のデマンド交通では導入費用に1,000万円から2,000万円かかっていたところを、導入費用を50万円に低減している。運行エリア内にある「タク停」で乗降でき、電話予約時に利用区間を指定する。同じ方面に行く乗客がいる場合には「タク停」で拾いながら運行するが、運行ルートはコンピュータシステムが自動生成する。
市内に所在する東大柏キャンパスでの「コンビニクル」実証運行に柏市が参加したことで導入が検討され、大学と市とタクシー事業者が共同で学習会を開くなどして柏市での導入に至った。一日あたり50人の利用を目標とし、将来的には柏市の運営からタクシー会社による自主事業への移行を目指すとしている。愛称は「カシワニ」と「コンビニクル」をつなげて「カシワニクル」とし「柏に来る」と掛けている。
カシワニクルは、旧沼南町地区に設置された約400箇所の「タク停」、東武野田線逆井駅、高齢者施設「ケアハウス沼南の里」で乗降できる。利用には事前登録が必要で、柏市役所交通政策課に電話して氏名・住所・電話番号・生年（月日は不要）を伝える。年齢を問わず利用できるが、未就学児のみの乗車は不可。市外在住者でも利用することができる。

### かしわコミュニティバス（逆井・南増尾・沼南コース）

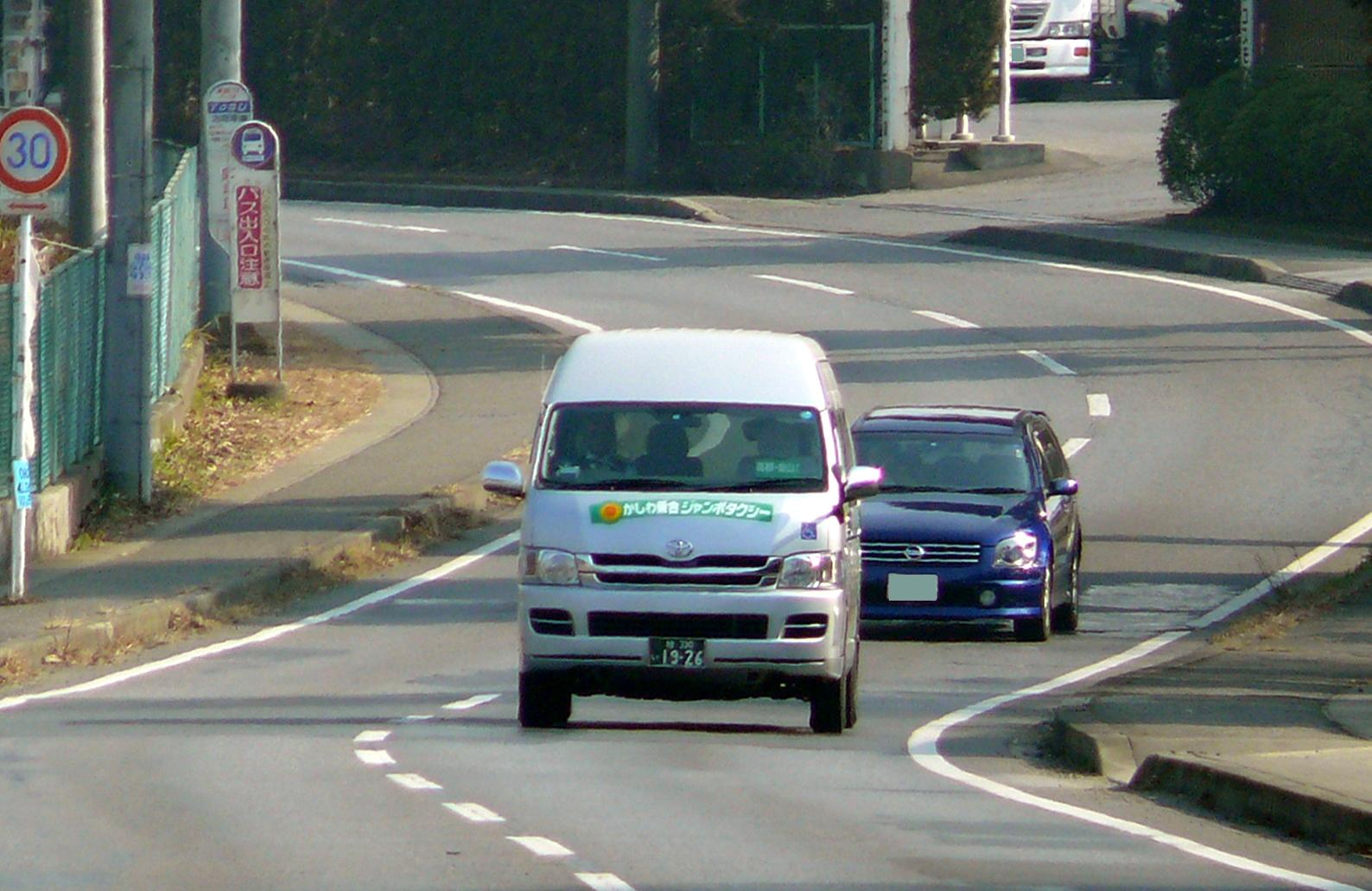
かしわ乗合ジャンボタクシーの車両（「ワニバース」へのリニューアル前。）
高柳・金山コース（2011年2月6日）

2005年9月2日より、「かしわ乗合ジャンボタクシー」（かしわのりあいジャンボタクシー）として運行開始。名称こそ「タクシー」であるが、ワンボックスカー（トヨタ・ハイエース）を使用した路線バスである。経路と時刻表、バス停留所が定められており、停留所以外での乗降はできない。
後述する市役所ルートの新設にあわせ、2023年11月より名称を「かしわコミュニティバス（逆井・南増尾・沼南コース）」と変更。愛称は、ワニバース 逆井・南増尾・沼南コースとなった。

### かしわコミュニティバス（市役所ルート）
2023年11月20日運行開始。
これまで、柏市役所近くには路線バスのバス停がないため、柏駅からは基本的に徒歩かタクシーの移動手段しかなかった。市役所および周辺施設への利便性向上のため、新規路線として運行開始することになった。愛称は、ワニバース 市役所ルートとなった。

## 歴史
千葉県東葛飾郡沼南町は、2005年（平成17年）3月28日に柏市へ編入合併された。同2005年9月2日より、旧来の柏市内に属する地域において、バスが運行できない狭隘道路の交通をカバーする目的で、ジャンボタクシーの路線の運行が開始されている。

旧沼南町の町域では、主に東武バスイーストによって路線バスが運行されていたが、2007年度にバス路線が廃止された。柏駅東口 - 岩井 - 手賀間と、柏駅東口/沼南庁舎北口 - 風早中学校 - 高柳駅間の路線廃止に伴い、一部地区に公共交通空白地区が発生した。
そのため廃止路線の代替と、路線バスの運行がなかった地区の住民の足を確保する目的で、市は2007年11月23日より、東武バスイーストに運行委託して「かしわコミュニティバス」、染谷交通に運行委託して「かしわ乗合ジャンボタクシー」の運行を開始した。有限会社染谷交通は、柏市北柏2丁目11-9に本社を置くタクシー事業者である。
2007年11月23日の運行開始時に開業した路線は以下のとおり。運賃はともに200円均一とされた。
- かしわコミュニティバス（2路線）[2]
  - 沼南社会福祉センター - 手賀の丘公園[2]
  - 沼南社会福祉センター - 布瀬[2]
- かしわジャンボタクシー（1路線）[2]
  - 沼南庁舎 - 風早南部小学校[2]

しかしコミュニティバスは1便あたりの利用者が平均2人と利用が低迷したため、その後の路線の見直しなどに伴い、かしわコミュニティバスの全路線は2013年3月31日をもって運行終了した。赤字などを理由に廃止されるコミュニティバスは少なくないが、開業から5年半も経たずに廃止されたのは極めて短命と言える。これによりしばらく、柏市ではコミュニティバスに関して無風の状態が続いていた。
その後、2023年11月に市役所ルート新設などの大幅見直しを行うこととなり、新たな愛称として「ワニバース」がつけられることになった。愛称の意味としては、柏市のPRキャラクターである「カシワニ」と、市民みんなの乗り物という意味を含めた「ユニバース」をつなげて「ワニバース」としたものである。

### 沿革
- 2005年
  - 3月28日 - 沼南町が柏市に編入合併される。
  - 9月2日 - ジャンボタクシーの南増尾コース、逆井コースの運行を開始。
- 2007年11月23日 - 旧沼南町内でかしわコミュニティバス、ジャンボタクシーの運行を開始[2]。
- 2008年3月 - 東武バスイースト沼南営業所でのPASMO導入に伴い、コミュニティバスでも利用可能となる。
- 2013年
  - 1月15日 - 予約型相乗りタクシー「カシワニクル」の実証運行を開始[4]。
  - 3月31日 - かしわコミュニティバスを廃止[3]。
- 2014年 - カシワニクルが本格運行へ移行[4]。
- 2023年
  - 11月 - ジャンボタクシーの名称を「かしわコミュニティバス 逆井・南増尾・沼南コース」に変更。かしわコミュニティバスの愛称を「ワニバース」とする。
  - 11月20日 - 「かしわコミュニティバス 市役所ルート」の運行を開始。

## 運行内容

### 運行委託事業者
- かしわコミュニティバス（旧） - 東武バスイースト（沼南営業所）[2]
- カシワニクル - 沼南タクシー・千代田観光・北柏交通・合同タクシーのいずれか
- かしわコミュニティバス（逆井・南増尾・沼南コース） - 染谷交通[2]
- かしわコミュニティバス（市役所ルート） - 阪東自動車

### 運賃
「かしわコミュニティバス（旧）」「かしわコミュニティバス（逆井・南増尾・沼南コース）」は全コース均一運賃。
- 中学生以上は200円。小学生、障害者は100円 （同乗する介護者も1人まで100円） 。
- 回数券が発売されており、700円分の券を500円で購入できる。

「カシワニクル」の運賃は以下のとおり。
- 旧沼南町のうち、大津ヶ丘などの西部を対象とした「A区域」、手賀や布瀬などの東部を対象とした「B区域」があり、区域内であれば300円。それ以外は500円。

「かしわコミュニティバス（市役所ルート）」の運賃は以下のとおり。
- 柏駅東口 - 柏市役所の利用は170円（小学生、障害者は90円）
- 柏駅東口 - ウェルネス柏の利用は200円（小学生、障害者は100円）

## 路線

### かしわコミュニティバス（逆井・南増尾・沼南コース）
逆井、南増尾、沼南の3コースで運行されている。また、沼南コースは沼南庁舎バス乗継場にて東武バスの一般路線バスと乗り継ぎが可能である。沼南コースが1日8便、1時間30分 - 2時間間隔で運行されている。南増尾コースは9便、逆井コースは10便で、1時間間隔の運行となっている。年末年始（12月29日 - 1月3日）には全便が運休となる。
ジャンボタクシーの車両は定員が9名と少なく、満員の場合は次の便まで待たされることもあるので注意が必要である。
沼南コース
- 沼南庁舎バス乗継場 - 沼南社会福祉センター - 高柳駅 - 逆井駅前 - 南部老人福祉センター - 沼南社会福祉センター - 沼南庁舎バス乗継場

※以前は、「高柳・金山コース」として運行されていた。
- 沼南庁舎バス乗継場 - 沼南社会福祉センター - 南部老人福祉センター - 高柳駅 - 藤ケ谷 - 金山 - 沼南体育館 - 高柳駅 - 南部老人福祉センター - 沼南社会福祉センター - 沼南庁舎バス乗継場

南増尾コース
- 南部老人福祉センター - 逆井駅前 - リフレッシュプラザ柏 - 南増尾6丁目 - 逆井南郵便局 - リフレッシュプラザ柏 - 逆井駅前 - 南部老人福祉センター

逆井コース
- 南部老人福祉センター - 逆井駅前 - 南部クリーンセンター - 柏陵高校入口 - 逆井南郵便局 - リフレッシュプラザ柏 - 逆井駅前 - 南部老人福祉センター

### かしわコミュニティバス（市役所ルート）
柏駅東口とウェルネス柏を結ぶが、ウェルネス柏行きの往路と、柏駅東口行きの復路では若干ルートが異なっている。7時台から17時台に概ね30分間隔の運行となっている。平日のみの運行で、土日祝日は全便が運休となる。
なお、市民文化会館およびウェルネス柏バス停は、当バスを受託運行する阪東自動車の柏ウェルネス線と同一であるが、当バスでは慈恵医大柏病院は経由しない。また、阪東バス直営の路線と同じ命名ルールによる系統番号の「KH56」（2025年8月1日まで「柏56」）が使用されている。なお、阪東バスの柏駅東口発着路線について、柏まつり当日は臨時停留所発着になることから「KM××」（2025年まで「祭××」）の系統番号になるが、当路線は柏まつり当日の土日に運行が無いため、「祭56」「KM56」の系統そのものが設定されていない。
市役所ルート
- KH56（柏56）：柏駅東口 - （深町病院 ※柏駅東口発のみ経由） - ライフケアメモリイパーク柏 - 市役所本庁舎 - 柏市民文化会館前 - ウェルネス柏

### 廃止路線 (かしわコミュニティバス)
かしわコミュニティバスは、岩井コース、若白毛コースの2路線が存在した。いずれも沼南庁舎バス乗継場にて東武バスの各路線と乗り継ぎが可能であった。
ダイヤは、岩井コースは1日3.5往復 （始発・最終便は沼南庁舎バス乗継場 - 手賀の丘公園片山間のみ運行）、30分 - 3時間間隔。若白毛コースが1日4往復、30分 - 4時間間隔。毎日運行されていた。
岩井コース
- 逆井駅東口 - 沼南社会福祉センター - 風早中学校 - 沼南庁舎バス乗継場 - 五條谷 - 岩井 - 泉入口 - 手賀の丘公園片山ー千葉ニュータウンー印西牧の原

運行開始時の路線は、沼南社会福祉センター - 手賀の丘公園であった。
若白毛コース
- 逆井駅東口 - 沼南社会福祉センター - 風早中学校 - 沼南庁舎バス乗継場 - 若白毛 - 泉入口 - 手賀 - 布瀬

運行開始時の路線は、沼南社会福祉センター - 布瀬であった。

#### かしわコミュニティバスの利用実績
かしわコミュニティバスの利用実績については、柏市公式サイトの以下のページを参照（廃止直前の2年間のみ）。
- 2012年（平成24年）：“かしわコミュニティバス　平成24年度の利用実績”. 柏市役所 (2016年4月19日). 2020年9月16日時点のオリジナルよりアーカイブ。2020年9月16日閲覧。
- 2011年（平成23年）：“かしわコミュニティバス　平成23年度の利用実績”. 柏市役所 (2016年4月19日). 2020年9月16日時点のオリジナルよりアーカイブ。2020年9月16日閲覧。

なお、運行開始直後の2007年度（11月 - 3月）は、かしわコミュニティバス両コース（岩井コース・若白毛コース）の1往復あたりの利用者数は1.35人であった。

## 車両

### かしわコミュニティバス（旧）の車両
- 日野・リエッセ[3][14][15][16]（BDG-RX6JFBA[14]、2007年式[14]、定員37名）

2007年の開業にあたり専用車両が2台導入された。CNG改造車（9914号車、柏200か33）、通常のディーゼル車（9912号車、柏200か32）が1台ずつ使用されており、常時運行は1台で予備車が1台であった。
東武バスカラーの上から「バスで行こう！人と環境にやさしい交通システム」という文字と、緑の柏の葉と人々が描かれた水色のラッピングが施されていた。ラッピングデザイン・施工は、埼玉県さいたま市北区大成町4-140に本社を置く株式会社デサン。同社は東武バスイースト西柏営業事務所の一般路線バスでも環境PRラッピングを手掛けている。
CNG車の改造はフラットフィールドが手掛けた。2013年のかしわコミュニティバス廃止後、CNG車の9914号車は除籍されている。